# Achim Truger

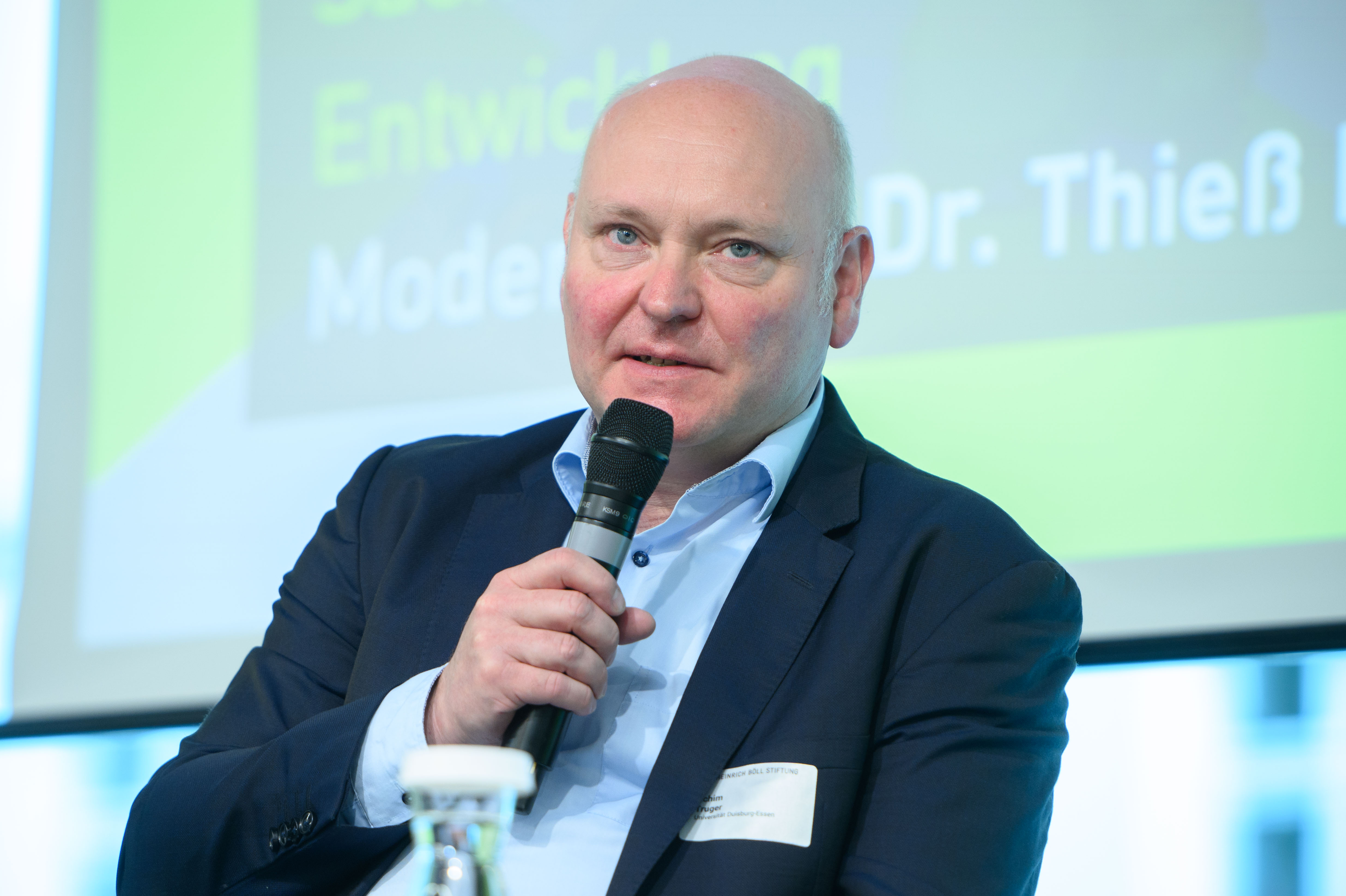
Achim Truger (2022)

Achim Truger (* 3. Juni 1969 in Köln) ist ein deutscher Wirtschaftswissenschaftler. Seit April 2019 ist er Professor für Sozioökonomie mit Schwerpunkt Staatstätigkeit und Staatsfinanzen an der Universität Duisburg-Essen. Am 1. März 2019 wurde er durch die Bundesregierung auf Vorschlag der Gewerkschaften als Mitglied in den Sachverständigenrat zur Begutachtung der gesamtwirtschaftlichen Entwicklung („Wirtschaftsweise“) berufen.

## Leben
Von 1988 bis 1992 studierte Achim Truger Volkswirtschaftslehre an der Wirtschafts- und Sozialwissenschaftlichen Fakultät der Universität zu Köln und schloss als Diplom-Volkswirt ab. Anschließend arbeitete er bis 1999 als freier wissenschaftlicher Mitarbeiter am Finanzwissenschaftlichen Forschungsinstitut an der Universität zu Köln (FiFo) und als wissenschaftlicher Mitarbeiter am Lehrstuhl von Klaus Mackscheidt. 1997 folgte seine Promotion am Seminar für Finanzwissenschaft der Wirtschafts- und Sozialwissenschaftlichen Fakultät der Universität zu Köln mit summa cum laude. Seit 2004 war er Leiter des Referates Steuer- und Finanzpolitik im Wirtschafts- und Sozialwissenschaftlichen Institut (WSI), von 2005 bis 2012 dann Leiter des Referates Steuer- und Finanzpolitik im Institut für Makroökonomie und Konjunkturforschung (IMK). Seit 2014 ist er dort Senior Research Fellow. Er war von 2012 bis 2019 Professor für Volkswirtschaftslehre, insbesondere Makroökonomie und Wirtschaftspolitik, und ab 2014 auch Prodekan im Fachbereich Wirtschaftswissenschaften an der Hochschule für Wirtschaft und Recht Berlin.
Neben seiner Lehr- und Forschungstätigkeit fertigt er regelmäßig Gutachten zu finanzpolitischen Fragestellungen auf Landesebene an. Er ist einer der Herausgeber des European Journal of Economics and Economic Policies: Intervention. Außerdem ist er Autor beim Projekt steuermythen.de, das von Bundestagsabgeordneten der SPD auf Initiative von Carsten Sieling gegründet wurde.
Die Nominierung Trugers als Vertreter der Gewerkschaften für den Sachverständigenrat zur Begutachtung der gesamtwirtschaftlichen Entwicklung als Nachfolger von Peter Bofinger wurde unter Ökonomen kontrovers diskutiert. So sprachen ihm Justus Haucap direkt und Isabel Schnabel indirekt ab, für die Stelle im Sachverständigenrat ausreichend wissenschaftlich qualifiziert zu sein. Der Münchner Wirtschaftsprofessor Andreas Peichl hingegen wies die Kritik zurück. Truger sei auch ohne Publikationen in internationalen Top-Zeitschriften „in der Lage […] wissenschaftlich exzellente Diskussionen zu führen“. DIW-Präsident Marcel Fratzscher hielt die öffentliche Kritik an Truger ebenfalls für unangebracht.
Seit Juli 2025 ist Achim Truger Kolumnist beim deutschen Wirtschaftsmagazin Surplus und schreibt die Kolumne "Eine Frage des Geldes".

## Forschung
Achim Trugers Forschungsschwerpunkte sind vor allem die deutsche und europäische Steuer- und Finanzpolitik, insbesondere „Schuldenbremsen“, und ökologische Steuerreformenansätze.
Des Weiteren forscht er zum Thema Eurokrise, wobei er der Austeritätspolitik der Europäischen Kommission kritisch gegenübersteht. Er sieht die Sparmaßnahmen in den Krisenstaaten als einen der Hauptgründe für die nur langsame Erholung und plädiert für eine expansivere Fiskalpolitik, die zu einem selbsttragenden Aufschwung führen könnte.

## Auszeichnungen
- Gewinner des „Progressive Economy Call for Papers 2015“ in der Kategorie „Alternatives to Austerity“: Sozialdemokratische Fraktion des Europaparlamentes[7]
- FAZ-Ranking 2014 der einflussreichsten Ökonomen in Deutschland: Rang 72 insgesamt und Rang 29 nach politischem Einfluss[8]
- 2020: Kurt-Rothschild-Preis für Wirtschaftspublizistik[9]

## Publikationen (Auswahl)
- mit Katja Rietzler und Birger Scholz: Finanzpolitische Risiken großzügiger Steuersenkungskonzepte. Institut für Makroökonomie und Konjunkturforschung. Düsseldorf 2017.
- Eine expansive Finanzpolitik in Europa ist möglich – zur Not auch im bestehenden institutionellen Rahmen. In: M. Junkernheinrich, S. Korioth, T. Lenk, H. Scheller, M. Woisin (Hrsg.): Jahrbuch für öffentliche Finanzen 2015. Berlin 2015, S. 286–297.
- Implementing the Golden Rule for Public Investment in Europe – Safeguarding Public Investment and Supporting the Recovery. (= Working-Paper-Reihe der AK Wien/Materialien zu Wirtschaft und Gesellschaft. 138). Kammer für Arbeiter und Angestellte Wien, Wien 2015.
- mit Sebastian Dullien und Eckhard Hein (Hrsg.): Makroökonomik, Entwicklung und Wirtschaftspolitik, Festschrift für Jan Priewe. Metropolis, Marburg 2014.
- mit Sarah Godar und Christian Paetz: Progressive tax reform in OECD countries: opportunities and obstacles. In: International Journal of Labour Research. 6 (1), 2014, S. 95–111.
- mit Katja Rietzler und Dieter Teichmann: Abbau der kalten Progression: Nüchterne Analyse geboten. In: Wirtschaftsdienst. 94 (12), 2014, S. 864–871.
- mit Kai Eicker-Wolf: Demystifying a ‘shining example’: German Public Finances Under the Debt Brake. (= Global Labour University. Working Paper No. 21) International Labour Organisation, Geneva 2014.
- mit Eckhard Hein: Finance-dominated capitalism in crisis – the case for a global Keynesian New Deal. In: Journal of Post Keynesian Economics. 35 (2), 2013, S. 183–210.
- Steuerpolitik im Dienste der Umverteilung: Eine makroökonomische Perspektive. In: Vierteljahrshefte zur Wirtschaftsforschung. 82(1), 2013, S. 43–59.
- Austerity in the euro area: the sad state of economic policy in Germany and the EU. In: European Journal of Economics and Economic Policies, Intervention. 2/2013, S. 158–174.
- mit Henner Will: The German ‘debt brake’: A shining example for European fiscal policy? In: Revue de l’OFCE / Debates and Policies, The Euro Area In Crisis. 127, 2013, S. 155–188.